# 砂拉越祖国旗杆

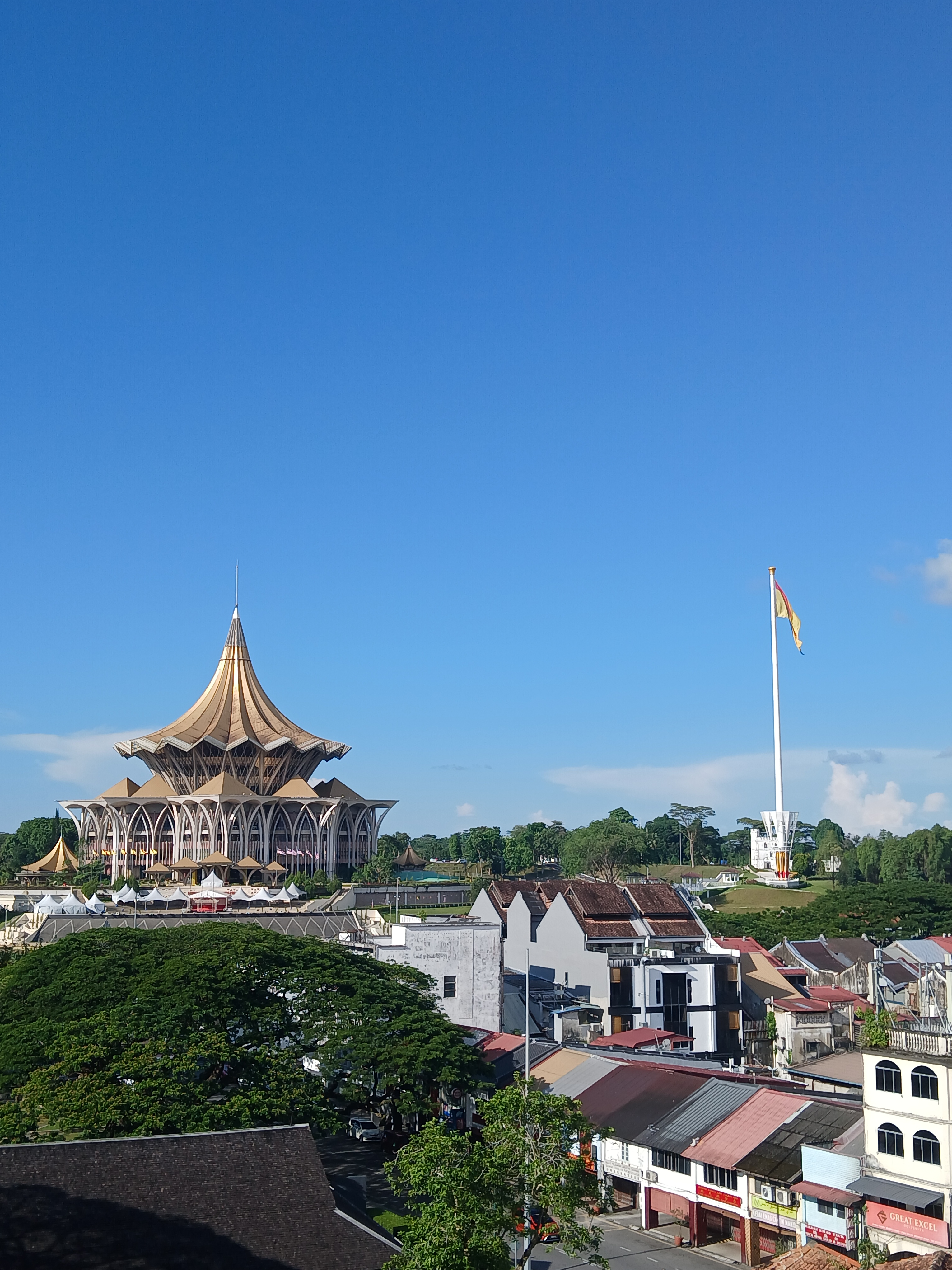
屹立在新州立法议会大厦旁的砂拉越“祖国”旗杆。

砂拉越祖国旗杆是一根由国油公司（PETRONAS）、蚬壳公司（SHELL）与砂拉越石油公司（PETROS）共同承建，高达99米、重约1公吨，位于马来西亚砂拉越河滨公园的旗杆，是砂拉越古晋的旅游景点。旗杆上挂的砂拉越旗帜面积为312.5平方米。该旗杆随后被纳入马来西亚记录大全，成为马来西亚和东南亚最高的旗杆。
2024年7月28日起的每个月首个星期日将会举行升旗礼。